# Lạc trôi (phim)
Lạc trôi (tiếng Latvia: Straume, tiếng Anh: Flow) là một bộ phim điện ảnh hoạt hình thuộc thể loại phiêu lưu – kỳ ảo – chính kịch ra mắt vào năm 2024 do Gints Zilbalodis làm đạo diễn, viết kịch bản và đồng sản xuất, đồng thời còn đảm nhận cả vai trò quay phim, biên tập, họa sĩ diễn hoạt và soạn nhạc phim. Là sản phẩm hợp tác của ba nước Latvia, Pháp và Bỉ, tác phẩm theo chân hành trình của một nhóm bạn động vật phải tìm cách sinh tồn trong bối cảnh nước lũ đang càn quét trên khắp thành phố. Bộ phim được đưa vào sản xuất vào năm 2019 và thực hiện trong vòng năm năm rưỡi, với phần hoạt họa được tiến hành và hoàn thiện thông qua việc sử dụng phần mềm tự do nguồn mở Blender. Với kinh phí sản xuất chỉ vỏn vẹn 3,5 triệu EUR (tương đương với 3,7 triệu USD), đây cũng là bộ phim không sử dụng bất kỳ lời thoại nào xuyên suốt thời lượng của tác phẩm.
Lạc trôi có buổi ra mắt lần đầu tại liên hoan phim Cannes lần thứ 77 vào ngày 22 tháng 5 năm 2024 dưới hình thức tác phẩm tranh giải Un Certain Regard, sau đó bộ phim được phát hành tại Latvia vào ngày 29 tháng 8 năm 2024, tại Pháp vào ngày 30 tháng 10 năm 2024, tại Bỉ vào ngày 15 tháng 1 năm 2025 và tại Việt Nam vào ngày 7 tháng 3 năm 2025. Sau khi ra mắt, tác phẩm nhận về những lời khen ngợi từ giới chuyên môn và thu về 20 triệu USD, qua đó phá vỡ một số kỷ lục phòng vé của Latvia để trở thành bộ phim được xem nhiều nhất tại các rạp chiếu phim Latvia trong lịch sử, bao gồm cả phim quốc tế. Ngoài ra, tác phẩm còn giành được một số giải thưởng cao quý, trong đó có hai giải Annie, bốn giải tại liên hoan phim hoạt hình quốc tế Annecy, giải Oscar và giải Quả cầu vàng đều ở hạng mục Phim hoạt hình hay nhất, với giải Quả cầu vàng sau này được trưng bày tại Bảo tàng Nghệ thuật Quốc gia Latvia.

## Nội dung
Trong bối cảnh hậu tận thế trên thành phố, chú mèo xám nhút nhát vốn luôn sợ nước buộc phải rời bỏ vùng an toàn khi căn nhà thân yêu bị bão lũ cuốn trôi. Trên hành trình vượt đại dương mênh mông, chú mèo cùng những người bạn đồng hành gồm chó Labrador, capybara, vượn cáo đuôi vòng và chim thư ký phải học cách vượt qua nỗi sợ và chấp nhận những điểm khác biệt để cùng nhau tồn tại.